# Аналитика
Анали́тика (др.-греч. άναλυτικά, дословно — «искусство анализа») — часть искусства рассуждения — логики, рассматривающая учение об анализе — операции мысленного или реального расчленения целого (вещи, свойства, процесса или отношения между предметами) на составные части, выполняемая в процессе познания или предметно-практической деятельности человека.
В узком смысле (англ. Analytics)— систематический численный анализ данных для выявления и интерпретации значимых закономерностей. Применяется в областях, для которых характерно обилие накопленной информации. Опирается на одновременное применение статистики, компьютерного программирования и исследования операций. Аналитика разделяется на описательную, диагностическую, прогнозную, предписывающую и когнитивную. Может применяться в таких областях бизнеса как маркетинг, управление, финансы, информационная безопасность и программное обеспечение. Для обработки больших данных алгоритмы аналитики, используют методы информатики, статистики и математики.

## История
Ещё в IV веке до нашей эры, ученик Платона, древнегреческий философ Аристотель в своём «Органоне» назвал два известных своих сочинения по логике словом «Аналитика» («Первая Аналитика» и «Вторая Аналитика»), так как они разлагают логическое мышление на простейшие элементы и затем от них переходят к сложным формам мышления. Будучи основателем формальной логики как науки, Аристотель называл её «аналитика», термин же «логика» прочно вошёл в обиход уже после его смерти в III веке до нашей эры.
В XVIII веке родоначальник немецкой классической философии Иммануил Кант назвал «аналитикой» разложение человеческой познавательной способности.

## Специфика
Аналитика — это междисциплинарная область. Иногда используется термин расширенная аналитика, с использованием методов машинного обучения, нейронных сетей и регрессионного анализа. Включает также неконтролируемые методы машинного обучения, такие как кластерный анализ, анализ главных компонент профиля сегментации и анализ ассоциаций.

## Приложения

### Маркетинг
Демографические исследования, сегментация клиентов, совместный анализ и другие методы позволяют маркетологам использовать большие объёмы информации о покупках и данные опросов клиентов для формирования маркетинговой стратегии.
Маркетинговая аналитика состоит как из качественных, так и из количественных, структурированных и неструктурированных данных, используемых для принятия стратегических решений о бренде и доходах. Этот процесс включает прогнозное моделирование, маркетинговые эксперименты, автоматизацию и коммуникации в режиме реального времени. Такие данные позволяют компаниям делать прогнозы и формировать стратегию для достижения максимальных результатов.
Веб-аналитика позволяет маркетологам собирать информацию о действиях на веб-сайте с помощью операции, называемой сеансом. Google Analytics — пример популярного бесплатного инструмента веб-аналитики . С помощью этой информации маркетолог может оптимизировать маркетинговые кампании и контент веб-сайта архитектуру.
Методы анализа, часто используемые в маркетинге, включают моделирование маркетингового комплекса, анализ ценообразования и продвижения, оптимизацию торгового персонала и клиентскую аналитику, например: сегментацию. Веб-аналитика и оптимизация веб-сайтов и онлайн-кампаний дополняют традиционные методы маркетингового анализа.

### Управление персоналом
Этот раздел аналитики также известен как HR-аналитика, аналитика талантов, аналитика человеческого капитала HRIS (Human resource Information system). HR-аналитика — это приложение аналитики к управлению человеческими ресурсами. HR-аналитика стала стратегическим инструментом анализа и прогнозирования тенденций, связанных с персоналом на меняющихся рынках труда. Соответствующий класс инструментов известен как Career Analytics tools. Широко применяются также автоматизированные системы управления персоналом. Существует мнение, что в XXI в. настала «эпоха данных и HR-аналитики».

### Инвестиции
Распространенным применением бизнес-аналитики является портфельный анализ . Как правило, банк или кредитное агентство имеет набор клиентских счетов различной стоимости и риска. Счета могут различаться по социальному статусу владельца, географическому положению, чистой стоимости и другим параметрам. Кредитор должен сбалансировать прибыль по кредиту с риском дефолта. При этом возникает вопрос, как оценить портфель в целом.

### Риски
Прогностические модели в банковской сфере разрабатываются для обеспечения оценок риска для отдельных клиентов. Для оценки кредитоспособности заявителей широко используются кредитные баллы Кроме того, анализ рисков используется в страховой индустрии.

### Безопасность
Аналитика в области безопасности относится к информационным технологиям для сбора сведений об угрозах безопасности с целью выявления событий, представляющие наибольший риск. Продукты в этой области включают информацию о безопасности, управление событиями и аналитику поведения пользователей.

## Проблемы
Особое внимание в задачах аналитики уделяется анализу больших данных. В прошлом большие данные встречались только в науке. В настоящее время такие данные возникают и в промышленности и бизнесе.
Ещё одна проблема, привлекающая внимание аналитиков это анализ неструктурированных типов данных. Неструктурированные данные отличаются от структурированных тем, что их формат широко варьируется и не может храниться в традиционных реляционных базах данных без значительного преобразования. Источники неструктурированных данных, такие как электронная почта, документы текстовых процессоров, PDF-файлы, геопространственные данные и т. д., быстро становятся важным источником бизнес-аналитики для предприятий, правительств и университетов.
Вышеуказанные задачи привели к возникновению новых концепций машинного анализа, таких как обработка сложных событий, полнотекстовый поиск и др. Одним из таких нововведений является применение вычислительных сетей, позволяющих увеличить производительность за счет массивно-параллельной обработки данных.

### Риски
Основным риском внедрения аналитики является дискриминация, такая как ценовая дискриминация или статистическая дискриминация.